# Piotr Siergijewicz
Piotr Siergijewicz (ur. 10 lipca?/23 lipca 1900 we wsi Stawrowo , zm. 1 listopada 1984 w Wilnie) – białoruski artysta malarz i rysownik.

## Biografia
Piotr Siergijewicz urodził się we wsi Stawrowo koło Brasławia (obecnie w granicach Republiki Białoruś) 10 (wg starego stylu) lipca 1900 roku. Naukę w zakresie podstawowym, w tym rysunku, pobierał w Wilnie i Platerowie. W wieku 17 lat wyjechał z rodzinnej wsi do Piotrogrodu (obecnie Sankt Petersburg), potem przeniósł się do Wilna, gdzie pracował fizycznie i na przyfabrycznych kursach uczył się  przedmiotów z zakresu szkoły średniej. W roku 1919 został przyjęty w charakterze wolnego słuchacza na Uniwersytet im. Stefana Batorego w Wilnie na Wydział Sztuk Pięknych, gdzie studiował pod kierunkiem Ferdynanda Ruszczyca, prof. Bohusza-Siestrzeńcewicza i prof. Kubickiego. W latach 1924–25 studiował w Akademii Sztuk Pięknych w Krakowie u Józefa Pankiewicza. W latach 1926–28 kontynuował naukę na Uniwersytecie im. St. Batorego u Ludomira Ślendzińskiego. W tym okresie samodzielnie się utrzymywał pracując dorywczo. W roku 1920 brał udział w wojnie polsko–bolszewickiej jako żołnierz Wojska Polskiego. Od roku 1928, po zakończeniu studiów, kontynuował doskonalenie swojego warsztatu artystycznego zamieszkując i pracując przez okres 5 lat w opuszczonych pomieszczeniach sklepów. Były to bardzo trudne lata w jego życiu, ale Piotr Siergijewicz nie zrezygnował z malarstwa. Jak sam pisze w swojej autobiografii: ”Tyle (…) znosiłem trudów o chłodzie i głodzie, szedłem na przekór szukając własnej drogi”. Jego samozaparcie dało rezultaty, gdyż został  przyjęty do Wileńskiego Towarzystwa Niezależnych Artystów Malarzy, i w latach 1932–39 jego prace były eksponowane w organizowanych przez to towarzystwo wystawach.
W roku 1938 zwiedził Rzym, Florencję, Wenecję i Wiedeń. W okresie II wojny światowej przebywał w rodzinnej wsi, gdzie jak pisał „Przeżyłem wielka tragedię narodową.(…) Niemcy bezlitośnie zabijali niewinnych ludzi , (…) paląc żywcem (…)- 75 osób z naszej wsi w różnym wieku, w tym dzieci”}. Po zakończeniu wojny zamieszkał na stałe w Wilnie, ożenił się z Polką Stanisławą z domu Kadziewicz. W latach 1944–1945 pracował w Muzeum Białoruskim im. Iwana Łuckiewicza aż do jego rozwiązania. W latach 1946–51 był zatrudniony w Państwowym Instytucie Sztuk Pięknych w Wilnie, na stanowisku wykładowcy w katedrze rysunku. W roku 1946 został członkiem Związku Artystów Plastyków Litewskiej SRR. Po rezygnacji z pracy dydaktycznej, gdyż jak pisał : ”Nie miałem talentu pedagogicznego”, w latach 1952–1958 pracował jako plastyk w Wileńskim Kombinacie „Dajle” Fundacji Artystycznej LSRR.
Jak sam pisze, po wojnie nie zdecydował się na wyjazd do Polski tak, jak to zrobili „prawie wszyscy malarze Polacy”. Oprócz stałego zatrudnienia dalej intensywnie pracował malując i doskonaląc swój warsztat artystyczny.
Pozostał w Wilnie do końca życia. Zmarł 1 listopada 1984 roku i został pochowany na wojskowym Cmentarzu na Antokolu w Wilnie.

## Twórczość
Uprawiał polichromatyczne malarstwo olejne historyczne i rodzajowe, tematami były portrety, martwa natura, wątki religijne ścienne o funkcji monumentalnej (w kościołach), w technice sztalugowej na podłożu tablicowym oraz rysunku kredką i ołówkiem. Jak sam pisał w swojej autobiografii z maja 1960 roku: „wykształcenie plastyczne otrzymałem (…) w dziedzinie portretu(…), interesował mnie człowiek, jego charakter(…), interesował mnie również pejzaż. Poważnie też zacząłem pracować nad kompozycją (…). Przedwojenne próby moich kompozycji dotyczyły takich tematów , jak wiosna, miłość , święta i praca na wsi, historii”.
„Historycy sztuki(…) zaliczają go do twórców nurtu realistycznego (który w szkole wileńskiej przybrał formę szczególną, klasycyzującą, dostojną). Podkreślają też, że w specjalny sposób łączył on tradycje sztuki polskiej, litewskiej i białoruskiej (Rajmund Kalicki, Piotr Siergijewicz, „Twórczość”, 1985, nr 7-8, s. 244-245)” .
Po II wojnie światowej, pozostając na terenie LSRR, zaczął malować w stylu realizmu socjalistycznego. W tym okresie powstały takie obrazy jak: „Sadzenie drzewek” (1950), „Obiad traktorzysty” (1957), „Oczyszczanie pól” (1957).
Piotr Siergijewicz był pracowitym i płodnym artystą malarzem - sporządzony przez niego katalog obejmujący lata 1922–1974 zawiera 883 pozycji z nazwą, rokiem powstania i wymiarami obrazów).
Do ważnych w jego twórczości wątków zalicza się :
- kompozycje historyczne: „W partyzanckiej kuźni” (1944), „Demonstracja bezrobotnych w Kownie w 1925 roku” (1954), „K. Kalinowski wśród powstańców 1983 roku” (1955), „Skoryna, pierwszy wileński drukarz” (1957), „K. Kalinowski i W. Wróblewski na przeglądzie powstańców” (1959)
- kompozycje rodzajowe: „Sadzenie drzewek” (1950), „Usuwanie kamieni z pola” (1957), „Festiwal nad jeziorem Narocz” (1960)
- pejzaże: „Stary zakątek Wilna” (1941), „Noc” (1942), „Pod śnieżną zasłoną” (1942), „Wiosną z mojego okna” (1945), „Na błękitnym przestworzu” (1959), „Wiosenna bajka” (1959), „Jesień z mojego okna” (1959), „Złoty brzeźniak” (1960)
- portrety: ”Portret matki”(1929), „Studentka” (1936), „Portret Damy G.” (1938), „Malarka O.Fiedorowa” (1944), „Student” (1957), „F. Skoryna” (1960), „Poeta Maksym Tank” (1960), „Rzeźbiarka P.Jachimowicz” (1960), „Kołchoźnik” (1960); w tym cała seria portretów żony, np.: „Portret żony” (1946 i 1957), oraz autoportrety (1939 i 1949)

Malowidła w kościołach powstawały w ramach renowacji oraz projektów własnych. Nie jest znany spis wszystkich kościołów w których pracował, niektóre z nich znajdują się np.: w Sołach (1934), Smargoni (1936), Szereszewie (1938), Bernardynów w Grodnie i w Korte (lata 30.) oraz w Turgielach, Żodziszkach, Konwaliszkach, Wołkoryskach, Duksztach, Krzemienicy.   

## Wystawy
Brał udział we wszystkich wystawach zbiorowych organizowanych w latach 1932–39 przez Wileńskie Towarzystwo Niezależnych Malarzy.
Wystawy :
- 26.12.1935 - 8.1.1936:  pierwsza indywidualna wystawa w Wilnie
- 26.04 - 9.05.1940: druga indywidualna wystawa w Wilnie
- 1960: jubileuszowa wystawa w Wilnie, na której  przedstawiono 211 dzieł, w tym 21 kompozycji, 62 portrety, 56 pejzaży, 6 martwych natur, 65 rysunków[7]
- Maj 1962: indywidualna wystawa w Mińsku w Pałacu Sztuki
- Czerwiec-maj 1969 Zachęta: 58 wystawa ogólnopolskiej grupy twórczej „Zachęta”, na której wystawiono 7 obrazów olejnych, w tym „Konstanty Kalinowski” oraz 7 rysunków wśród ponad 100 artystów wystawiających około 450 eksponatów[9]
- 1970: jubileuszowa wystawa w Wilnie
- 1978: wystawa indywidualna w Mińsku
- 1980: jubileuszowa wystawa w Wilnie

Pozostałe wystawy:
- Luty-marzec 2003: wystawa w białostockim Muzeum Rzeźby Alfonsa Karnego
- Marzec-kwiecień 2003: wystawa w Muzeum Historycznym Miasta Gdańska (Dwór Artusa)

## Nagrody i upamiętnienia

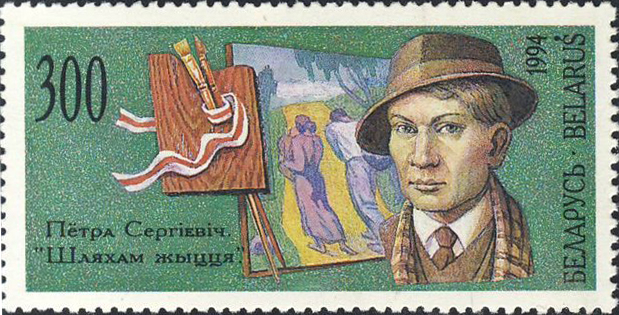
Znaczek pocztowy Republiki Białoruś

- W 1960 roku otrzymał tytuł Zasłużonego Twórcy Sztuki LSRR
- Został wydany znaczek pocztowy Białorusi z autoportretem Piotra Siergijewicza
- Jedna z ulic Mińska nosi nazwę Piotra Siergijewicza
- Na budynku w Wilnie w którym mieszkał i tworzył została umieszczona tablica pamiątkowa z napisem w języku litewskim i białoruskim: „W tym domu mieszkał w latach 1942–1984 białoruski artysta malarz zasłużony twórca sztuki Litwy Piotr Siergijewicz”

## Katalogi
- Petras Sergijewičius, „Katalogas”, Vilniaus Valstybinis Dailes Muziejus,   Vilnius 1961.
Katalog  zawiera  spis  prac Piotra Siergijewicza do roku 1960, z podaniem daty powstania oraz wymiarów, w sumie  211 pozycji; w tym 21 kompozycji, 62 portrety, 56 pejzaży, 6 martwej natury i 65 rysunków
- Piotr Sierhijewicz 1900-1984 ze zbiorów prywatnych w Polsce, Wydawca Białoruskie Towarzystwo Kulturalne „Chatka”, Białoruskie Towarzystwo Historyczne 2002
Katalog zawiera spis zlokalizowanych prac Piotra Siergijewicza na terenie Polski i znajdujących się w rękach prywatnych. W sumie zlokalizowano 119 obrazów w  miastach: Łódź, Gdańsk, Gdynia, Sopot,  Kraków, Inowrocław, Lębork, Toruń, Warszawa, Szczecin i Nowy Dwór Gdański

## Przykładowe obrazy
- LIMIS LIETUVOS INTEGRALI MUZIEJỤ INFORMACINÈ SISTEMA

## Literatura
- Piotr Sierhijewicz 1900-1984 ze zbiorów prywatnych w Polsce. BTH Gdańsk - Sopot - Gdynia: Białoruskie Towarzystwo Kulturalne „Chatka”, Białoruskie Towarzystwo Historyczne, 2002.

- Autobiografia Piotra Sierhijewicza. „Białoruskie Zeszyty Historyczne”. 14, s. 195-207, 2000.

- Petras Sergijewičius, „Katalogas”. Vilnius: Vilniaus Valstybinis Dailes Muziejus, 1961.

- Katalog 58 wystawy grupy twórczej „Zachęta”. kwiecień-maj 1961.

- Petras Sergijewičius, „Katalogas”. Vilnius: Lietuvos TSR Dailes Muziejus, 1970. Brak numerów stron w książce

- Арсень Ліс, „Пётра Сергіевіч”, Мінск, Выдавецтва “Навука і тэхніка”, 1970